# 前1620年代
| 千纪： | 前2千纪 |
| 世纪： | 前18世纪 \| 前17世纪 \| 前16世纪                                                                                     |
| 年代： | 前1650年代 \| 前1640年代 \| 前1630年代 \| 前1620年代 \| 前1610年代 \| 前1600年代 \| 前1590年代                       |
| 年份： | 前1629年 \| 前1628年 \| 前1627年 \| 前1626年 \| 前1625年 \| 前1624年 \| 前1623年 \| 前1622年 \| 前1621年 \| 前1620年 |

## 重要事件及趋势
- 前1627年，根据树轮年代学，世界气候开始变冷。一说是米诺斯火山爆发的影响。
- 前1625年，萨姆苏·地塔那成为巴比伦王。
- 前1621年，路拉伊亚成为亚述王。
- 前1620年，穆尔西里一世成为赫梯国王。

## 重要人物
- 希安，古埃及第十五王朝法老
- 哈图西里一世、穆尔西里一世，赫梯国王
- 巴扎伊亚、路拉伊亚，亚述国王
- 阿米·萨杜卡、萨姆苏·地塔那，巴比伦王
- 扃、廑，夏朝君主